# كورتني جونسون
كورتني جونسون (بالإنجليزية: Courtney Johnson)‏ هو عازف بانجو أمريكي، ولد في 20 ديسمبر 1939 في غلاسكو في الولايات المتحدة، وتوفي بنفس المكان في 6 يونيو 1996.